# Cassandra Alexandra
Cassandra Alexandra (アレクサンドル カサンドラ?, Arekusandoru Kasandora) è un personaggio della serie videoludica Soulcalibur della Namco. Fa la sua prima apparizione in Soulcalibur II. Cassandra è inoltre un personaggio sbloccabile in Smash Court Tennis Pro Tournament 2.

## Il personaggio

### Aspetto fisico e carattere
Cassandra si presenta come una ragazza di bell'aspetto con i capelli biondi e a caschetto. In Soulcalibur II e Soulcalibur III indossa un abitino bianco e azzurro che termina a mo' di gonna, pantacollant, un cerchietto, guanti e stivaletti. In Soulcalibur IV e Soulcalibur: Broken Destiny il suo aspetto diviene più aggressivo e provocante: porta ora una vistosa scollatura, le sue gambe sono coperte da lunghissimi stivali bianchi, indossa due spallacci metallici, mentre i suoi capelli, divenuti più lunghi, sono decorati da un fiocco scuro. È armata di una spada corta e di uno scudo (Omega Sword & Nemea Shield in Soulcalibur II e Digamma Sword & Nemea Shield a partire dai capitoli successivi). Cassandra è stata progettata per essere molto più determinata di Sophitia ma meno umile. A differenza di sua sorella, che trae il potere da Efesto, Cassandra conta solo sulle proprie forze.

### Biografia
In qualità di sorella di Sophitia Alexandra, anche Cassandra è determinata nella distruzione della spada Soul Edge. In Soulcalibur III riceve delle nuove armi da suo cognato Rothion, che la rendono più potente. In Soulcalibur IV incontra un uomo che è posseduto da un frammento di Soul Edge e, dopo averlo sconfitto, questi le rivela che c'è una "pietra sacra" che sprigiona malvagità. Si dirige così ad Ostrheinsburg, dove viene a sapere che lì può nascondersi la "pietra sacra", al fine di distruggerla.
Nella storia alternativa di Soulcalibur: Broken Destiny, Cassandra è alla ricerca di una pozione per curare il padre di Hilde. Aiuta così la ragazza a curare il padre e si allea a Dampierre mentre Hilde viene brevemente rapita.
In Soulcalibur V, Cassandra non appare come personaggio giocabile. Tuttavia viene menzionata nell'artbook ufficiale del gioco, che informa della sparizione misteriosa del personaggio nel "Chaos Astrale" dopo aver scoperto il corpo incosciente della sorella nel castello di Ostrheinsburg.

### Modalità di gioco
Nel sito GameSpy è stata messa in evidenza la somiglianza fra il gameplay di Cassandra e quello della sorella; tuttavia venne dichiarato che "grazie ad alcuni cambiamenti intelligenti, (Cassandra) sembra una ragazza completamente nuova sotto molti aspetti importanti." In Soulcalibur IV Cassandra è cambiata ulteriormente divenendo, rispetto alla sorella, più abile nelle battaglie a breve distanza; di conseguenza gli attacchi a lungo raggio ne risentono a livello di effetto. In compenso la difesa è aumentata considerevolmente sia per gli attacchi lunghi che per quelli brevi.

## Armi
Omega Sword e Nemea Shield
Omega Sword e Nemea Shield sono le due armi principali di Cassandra nel solo Soulcalibur II. Forgiate da Efesto, la prima è una spada argentata mentre il secondo è uno scudo circolare blu decorato con la lettera greca Ω (omega).
Digamma Sword e Nemea Shield sono le armi standard usate da Cassandra in Soulcalibur III e Soulcalibur IV. Cassandra sarà infatti costretta a sostituire la spada Omega, distrutta in seguito alle vicende di Soulcalibur II, con la spada Digamma. È composta da un'elegante spada corta e uno scudo rosa decorato da un motivo curvilineo. Entrambe le due armi saranno sbloccabili in Soulcalibur: Lost Swords, dove verranno però utilizzate da Sophitia.
Spiked Shield
Lo Spiked Shield è uno scudo munito di spuntone che ha buone capacità offensive ma scarsa difesa. È un'arma sbloccabile in Soulcalibur II.
Dark Blade
Dark Blade è un kit di spada e scudo dall'aspetto sinistro e con la lama intrisa di veleno. Sebbene vanti una buona portata e sia in grado di infliggere danno ai nemici in parata, quest'arma è debole in difesa. È apparsa come arma sbloccabile in Soulcalibur II, III e IV e prende il nome di "Elemental Blade" in Soulcalibur: Lost Swords, dove viene utilizzata da Sophitia.
Dark Blade
Metesashi
Metesashi è un'arma potente in difesa, ma scarsa in attacco apparsa nel solo Soulcalibur II.
Spine Blade
Spine Blade è una spada di portata limitata ma efficace e in grado di infliggere danno al nemico bloccante. È apparsa in Soulcalibur II e III mentre in Soulcalibur IV si ripresenta con il nome "Spine Blade & Ivan the Terrible".
Spine Blade
Katzbalger
Katbalger è una spada combinata con uno scudo simile al "Nemea Shield", ma di colore rosso. È in grado di far guadagnare vita a Cassandra quando essa infligge danno, ma l'effetto termina dopo pochi attacchi. Essendo apparsa in Soulcalibur II, III (con il nome "The Ancient Weapon") e IV è una delle armi più ricorrenti di Cassandra. In Soulcalibur III viene inoltre utilizzata dal personaggio bonus Abelia.
Spine Blade e Ivan the Terrible
Red Crystal Rod e Red Line Shield
Red Crystal Rod e Red Line Shield è uno scudo di colore scuro abbinato ad un'asticella decorata da un cristallo. Arma in grado di curare il suo possessore, è pressoché identica al "Blue Crystal Rod" di Sophitia. È finora apparsa in Soulcalibur II.
Digamma Sword e Nemea Shield
Ivan the Terrible
Ivan the Terrible è un'arma efficace, ma il suo possessore perde vita con il trascorrere del tempo. Appare in Soulcalibur II e III mentre in Soulcalibur IV si ripresenta con il nome "Spine Blade & Ivan the Terrible".
Soul Edge (Completa)
La Soul Edge (Completa) è la mostruosa spada leggendaria Soul Edge che ha assunto le sembianze di una spada corta e uno scudo. È un'arma molto efficace, ma consuma la vita di Cassandra durante il combattimento. Appare nel solo Soulcalibur II.
Valkyrie
Valkyrie è l'arma più potente di Cassandra avendo elevatissime percentuali di attacco e difesa, oltre a permettere al suo possessore di guadagnare vita durante lo scontro. Appare in Soul Blade, Soulcalibur II, e Soulcalibur III, dove viene utilizzata anche dal personaggio bonus Abelia.
Keepsake
Keepsake ("ricordo") è l'arma "scherzo" di Cassandra in Soulcalibur II. Si presenta simile a Omega Sword & Nemea Shield, ma ha l'aspetto danneggiato. È una delle armi più deboli di Cassandra.
Broken Sword
Esattamente come Keepsake, Broken Sword è un'arma scherzo dall'aspetto molto consumato. Appare in Soulcalibur III e quando colpisce il nemico emette un suono buffo.
Baker's Daughter
Baker's Daughter è un cesto per il pane combinato con un matterello. Trattandosi dell'arma "scherzo" di Cassandra in Soulcalibur IV, è molto debole. Viene inoltre utilizzata da Pyrrha e Pyrrha Ω in Soulcalibur V.
Soul Calibur (Sword & Shield)
Soul Calibur (Sword & Shield) è la leggendaria Soul Calibur che ha assunto la forma di una spada e uno scudo. Certamente l'arma più potente di Cassandra in Soulcalibur IV e Soulcalibur: Broken Destiny, viene anche utilizzata dalla sorella Sophitia in Soulcalibur III e dal nipote Patroklos in Soulcalibur V. Viene inoltre adottata da Elysium in Soulcalibur V  quando emula lo stile di combattimento di Pyrrha e Pyrrha Ω.
The Ancient
The Ancient è un'arma identica alla Katzbalger, ma di colore azzurro. Appare in Soulcalibur III e ha le stesse caratteristiche di un'arma standard.
Original Omega Sword e Owl Shield
Owl Shield
Fire Blade
Icicle
Modified Digamma Sword e Nemea Shield

## Accoglienza
Cassandra ha ricevuto giudizi pressoché positivi in siti internet e riviste specializzate. 
Cassandra è risultato un personaggio molto amato dai fan e molto discusso nei forum online. Molte animazioni di Cassandra sono state fatte manualmente, mescolate al motion capture. In un volume uscito nel 2003 di PlayStation Magazine, Cassandra è stata inserita in una lista includente le "ragazze dei videogiochi dell'estate", mentre nel sito GamesRadar è stata citata fra i migliori cameo dei videogiochi per la sua apparizione in Smash Court Tennis Pro Tournament 2. In una classifica stilata da IGN si è piazzata all'ottavo posto fra i migliori personaggi della serie.